# Pithecusa
Pithecusa, o Pitecussa (in greco Πιθηκοῦσσαι, Pithekoussai, o Pithecusae; letteralmente "delle scimmie, popolata dalle scimmie"), sull'attuale isola di Ischia, è considerata il più antico stanziamento greco in Italia, la cui fondazione viene fatta risalire alla prima metà dell'VIII secolo a.C. (770 a.C.), per opera dei Greci di Eretria e di Calcide dell'Eubea. Con buona verosimiglianza non fu una colonia greca in senso stretto, ma una comunità mercantile a prevalenza greca (di almeno due metropoli differenti, Eretria e Calcide, ma sono possibili anche ulteriori origini), in cui però convivevano anche numerosi coloni etruschi e fenici (e forse anche punici), nata come emporio multietnico, tese a diventare anche una colonia di popolamento a prevalenza ellenica.

## Storia e caratteristiche
Il ritrovamento fortuito di muri a secco, avvenuto nel 1989 a seguito di uno smottamento, in località Punta Chiarito, nella frazione di Panza, ha dato l'avvio tra il 1993 ed il 1995 ai lavori di scavo che hanno permesso il ritrovamento di una fattoria greca tenuta da agricoltori benestanti, come dimostra la buona fattura dei vasi che sono stati rinvenuti ed ha permesso di anticipare lo sbarco dei primi coloni greci di circa venti anni rispetto all'originaria ipotesi, cioè intorno al 790-780 a.C., da qui poi i coloni avrebbero colonizzato via via l'isola per stabilirsi sulle alture di Monte Vico, nella zona settentrionale dell'isola e perciò prospiciente il continente.
Infatti, la baia di Sorgeto, che si trova ai piedi di Punta Chiarito, offre un riparo ideale per le navi, soprattutto dai venti di maestrale, vento dominante nella zona, un requisito importante per i Greci nella scelta di approdo. Tale requisito, infatti, non è presente nella zona di Monte Vico e costituiva per gli studiosi un'anomalia non facilmente spiegabile.
Secondo lo storico greco Strabone (Geogr., V, 4, 9), la ricchezza dell'isola era dovuta alle risorse agrarie spontanee e alla lavorazione dell'oro, disciplina che gli Euboici avevano portato con loro e mantenuta viva. Dai risultati archeologici provenienti dallo studio della necropoli si deduce che la comunità euboica sull'isola di Ischia era principalmente dedita allo scambio e alla lavorazione artigianale. Sono state ritrovate ceramiche a decorazione geometrica, nella quale fanno la loro prima comparsa le figurazioni umane, con una certa significativa presenza di scene di navigazione e di naufragio.
Inoltre a Pithecusa si registra la più antica firma di arte vasaia greca finora pervenuta (testimonianza ne è la Coppa di Nestore). A Pithecusa si lavorava anche il ferro, come dimostrato dal rinvenimento di uno scarto di fibula e scorie, probabilmente provenienti dall'Isola d'Elba e dalle colline metallifere della Toscana, attestate in località Mazzola. La necropoli presenta l'aspetto di un emporio al quale affluiscono merci e mercanti di varia origine. I contatti commerciali con le città della costa siriana, in particolare con il sito di al-Mina, sono documentati da una grande quantità di oggetti di importazione orientale, quali sigilli incisi di fattura siriaca, ceramica fenicia, scarabei egizi o di imitazione fenicia. Il sito di Pithecusa era gestito da un gruppo aristocratico proprietario di navi ed era caratterizzato da una comunità dedita prevalentemente all'artigianato e alle attività marinare. Tra i segni che dimostrano la fisionomia aristocratica del ceto dominante è la coppa rodia, detta di Nestore (del seconda metà dell'VIII secolo a.C.), parte del corredo di un fanciullo di circa dieci anni, che rimanda ad uno dei primi esempi fino ad oggi attestati di pratica conviviale. Nell'iscrizione che vi è graffita l'autore vanta la capacità di essere presi, grazie al vino della sua coppa, dal desiderio di "Afrodite dalle belle corone".